# Józefin (osada leśna w powiecie bielskim)
Józefin – osada leśna w Polsce położona w województwie podlaskim, w powiecie bielskim, w gminie Rudka.
W latach 1975–1998 miejscowość należała administracyjnie do województwa białostockiego.